# Font de la Balma de la Coma
La Font de la Balma de la Coma és una surgència del terme municipal de Monistrol de Calders, al Moianès.
Està situada a 475 metres d'altitud, a l'interior de la Balma de la Coma. Es tracta d'una font de bassa, que recull l'aigua que regalima per l'interior de la bassa.